# Vandijkophrynus
A Vandijkophrynus a kétéltűek (Amphibia) osztályába, a békák (Anura) rendjébe és a varangyfélék (Bufonidae) családjába tartozó nem.

## Előfordulása
A nembe tartozó fajok Namíbia déli területeitől a Dél-afrikai Köztársaságon át Zimbabwéig és Mozambikig honosak.

## Rendszerezés
A nembe az alábbi fajok tartoznak:
- Vandijkophrynus amatolicus (Hewitt, 1925)
- Vandijkophrynus angusticeps (Smith, 1848)
- Vandijkophrynus gariepensis (Smith, 1848)
- Vandijkophrynus inyangae (Poynton, 1963)
- Vandijkophrynus nubicola (Hewitt, 1927)
- Vandijkophrynus robinsoni (Branch & Braack, 1996)